# 川崎朝鮮初級学校
川崎朝鮮初級学校（かわさきちょうせんしょきゅうがっこう、가와사끼조선초급학교）は、学校法人神奈川朝鮮学園が運営する神奈川県川崎市川崎区にある朝鮮学校である。中級部が2005年に神奈川朝鮮中高級学校と合併した。
日本の幼稚園・小学校に相当する教育を行っている各種学校（非一条校）である。

## 沿革
- 1946年
  - 3月1日 - 川崎朝聯第一学院、第二学院設立
  - 11月1日 - 各地の国語教習所を統合し川崎朝聯初等学院として創立
- 1947年1月28日 - 川崎朝聯初等学院に改称
- 1949年
  - 10月19日 - 朝鮮学校閉鎖令により強制閉鎖
  - 11月4日 - 川崎市立桜本小学校分校として授業再開
- 1954年9月 - 現在地に移転
- 1955年4月1日 - 校名を川崎朝鮮初級学校に改称
- 1957年4月8日 - 朝鮮から初の教育援助費送付
- 1965年
  - 4月1日 - 附属幼稚班併設
  - 12月24日 - 学校設置認可を取得し学校法人神奈川朝鮮学園川崎朝鮮初級学校となる
- 1966年2月1日 - 桜本小分校から自主学校に移管
- 1970年11月28日 - 4階建鉄筋コンクリート造りの現校舎竣工
- 1971年4月1日 - 中級部併設。校名を川崎朝鮮初中級学校に改称
- 1972年 - 第12回読売少年蹴球大会で優勝
- 1977年3月 - オモニ会を結成
- 1979年4月 - オモニ会が通学バスを寄贈
- 1988年11月13日 - 体育館新築と校舎改装竣工式
- 1989年4月 - 川崎市学校児童等保護者補助金を交付
- 1996年
  - 8月23日 - 第1回アジア環太平洋囲碁大会に在学生が朝鮮代表として参加
  - 10月27日 - 学校創立50周年記念行事
  - 11月17日 - 国際アマチュアペア囲碁選手権大会に在学生が朝鮮代表として参加
- 2001年11月 - 学校創立55周年記念行事
- 2002年9月 - 川崎朝鮮初中級学校チャリティー金剛山歌劇団0公演
- 2004年10月 - この年以降川崎大交流祭を例年開催
- 2005年4月1日 - 学校名を川崎朝鮮初級学校に改称、中級部が神奈川中高中級部に統合
- 2006年
  - 9月 - 土曜児童教室「ハナ」開講
  - 11月12日 - 学校創立60周年記念同胞祝賀会開催
- 2010年代 - トイレや外壁の修繕工事、ICT教育に向けての無線LAN環境の整備、運動場の人工芝化などを進める
- 2016年12月4日 - 川崎初級創立70周年記念式典
- 2023年 - ５３年間使用された初級部が使用する現校舎建て替えに伴い、一時鶴見朝鮮初級学校へ教場を移動する。

## 学科
- 初級部
- 幼稚部

## 生徒数
- 2018年現在幼稚部7人、初級部33人合わせて40人[1]

## 所在地
- 〒210-0833 神奈川県川崎市川崎区桜本2丁目43-1